# Katholieke Kerk in Honduras

Honduras

De Katholieke Kerk in Honduras is een onderdeel van de wereldwijde Katholieke Kerk, onder het geestelijk leiderschap van de paus en de curie in Rome.
Onze-Lieve-Vrouw van Suyapa is de beschermheilige van Honduras. Haar nationale feestdag wordt gevierd op 3 februari. 
Het overgrote deel van de bevolking (ongeveer 95 tot 97 %) is katholiek. Het beleid van de opeenvolgende regeringen van 1821 tot 1957 is steeds duidelijk laïcistisch geweest. Sedert 1966 worden aan bijzondere scholen subsidies gegeven.
Apostolisch nuntius voor Honduras is sinds 15 oktober 2024 aartsbisschop Simón Bolívar Sánchez Carrión.

## Indeling
- Kerkprovincie San Pedro Sula:
  - Aartsbisdom San Pedro Sula
  - Bisdom Gracias
  - Bisdom La Ceiba
  - Bisdom Santa Rosa de Copán
  - Bisdom Trujillo
  - Bisdom Yoro
- Kerkprovincie Tegucigalpa:
  - Aartsbisdom Tegucigalpa
  - Bisdom Choluteca
  - Bisdom Comayagua
  - Bisdom Danli
  - Bisdom Juticalpa